# Balneari Roqueta
El Balneari Roqueta fou un balneari construït a Tona (Osona), el més important i destacat de la població. Va esdevenir un autèntic símbol de Tona, i gràcies a aquesta font Tona va créixer força, d'una manera ordenada i creant un barri residencial molt valuós.

## Història
Va ser, cronològicament, el tercer balneari en entrar en funcionament a Tona, rere el balneari Ullastres i el balneari Segalers, es va posar en funcionament durant els últims anys del segle xix i n'eren propietaris els socis de l'Editorial Montaner i Simon, Ramon de Montaner i Vila i Francesc Simon i Font, destacats patricis barcelonins, i Josep Roqueta i Bres, descobridor de la deu.
La deu va ser trobada l'any 1877 a uns pocs metres del balneari Ullastres, i manantial de la Roqueta fou declarat d'utilitat pública el 1895. L'edifici principal era modernista i de gran bellesa, i fou bastit, segons sembla, per Lluís Domènech i Montaner, igualment com d'altres construccions del balneari, aixecades entre el 1885 i el 1890. Tot i que varen resistir fins al 1966 (amb la crisi dels balnearis dels anys seixanta), l'estructura de l'edifici, el pou, la cúpula i la solemne escala de marbre que duia a la deu foren aterrats el 1974.
Cal destacar que el metge Fèlix Domènech i Roura (Barcelona 1888 – Buenos Aires 1977), fill de Lluís Domènech i Montaner fou director del Balneari entre 1922-1931.
Actualment, només es conserva el pou, que manté l'antiga escala de marbre d'accés a la deu, i que ha estat rehabilitat a les darreries del segle xx. Té una pèrgola de fusta que substitueix l'antiga cúpula que hi havia.